# Мовчан, Валерий Иванович
Вале́рий Ива́нович Мовчан (род. 14 июля 1959, Красное Сордорово, Таджикская ССР) — советский велогонщик, олимпийский чемпион (1980) и чемпион мира (1982) в командной гонке преследования. Заслуженный мастер спорта СССР (1980).

## Биография
Валерий Мовчан родился в посёлке Красное Сордорово Ленинабадского района Таджикской ССР. Тренировался в спортивном товариществе «Авангард» в Харькове под руководством Альберта Багиянца. Золотую олимпийскую медаль и звание олимпийского чемпиона он завоевал на московской Олимпиаде в командной гонке преследования на 4000 метров, выступая в составе сборной СССР. В 1982 году становился чемпионом мира в той же дисциплине. Несколько раз устанавливал мировой рекорд. Окончил Харьковский институт механизации и электрификации сельского хозяйства.
У Валерия две дочери: Нелли (р.18 октября 1985) и Екатерина (р.28 сентября 2000). Первая жена - знаменитая советская гимнастка Нелли Ким. Вторая жена Татьяна.